# فساد دبقي عصبي
الفساد الدبقي العصبي أو الدباق هو تغير تفاعلي لانوعي في نوع من الخلايا تسمى الخلايا الدِبقية استجابة لتعرض الجهاز العصبي المركزي (CNS) لضرر. في معظم الحالات، يتضمن هذا الورم تكاثر أو تضخم في عدة أنواع من الخلايا الدِبقية، بما فيها «الخلايا الدبقية الدقيقة»، «الخلايا النجمية» و«الخلايا قليلة التغصن».
في أشد صور هذا المرض؛ يؤدي التكاثر في هذا النوع من الخلايا لتكوين ندبة دبقية.
تتضمن عملية الفساد الدبقي العصبي «الدباق» سلسلة من الاحداث الخلوية والجزيئية التي تحدث طوال عدة أيام. نموذجياً، أول استجابة للجرح هي هجرة خلايا البلعمة والخلايا الدبقية الدقيقة إلى موقع الجرح. هذه العملية، تشكل نوع من الفساد الدبقي العصبي تعرف ب «كثرة الدُّبَيْقِيَّات», تبدأ خلال ساعات من إصابة الجهاز العصبي المركزي الأولية. لاحقاً: بعد 3-5 أيام، تُسَيَّرْ أيضا الخلايا البدائية للخلايا قليلة التغصن إلى موقع الجرح وقد تساهم في عملية إعادة تكوين المايالين. المكون الأخير في الفساد الدبقي العصبي هو الدباق النجمي، أي التكاثر في الخلايا النجمية المحيطة والتي تعتبر المكون الأساسي في الندبة الدبقية. 
أُعطيَ الفساد الدبقي العصبي تاريخياً، دلالة سلبية نتيجة لظهوره في العديد من أمراض النظام العصبي المركزي وتثبيط عملية تجديد المحاور العصبية بسبب تكون الندبة الدبقية. على أية حال، فقد ظهر بأن الفساد الدبقي العصبي يمتلك أثر مفيد وآخر ضار معاً، والتوازن بينهما ناتج عن آلية نظام معقد من العوامل والاشارات الجزيئية، والتي بدورها تؤثر على تفاعل كافة أنواع الخلايا الدِبقية.

## في إصابات الجهاز العصبي المركزي وأمراضه
يمثل الدُباق الاستجابة الشاملة للجهاز العصبي المركزي على التلف النسيجي ويحدث كنتيجة للعديد من الحالات الحادة مثل الإصابة الرضية، ونقص التروية والسكتة الدماغية. بالإضافة إلى ذلك، يتطور الدُباق في مجموعة متنوعة من أمراض الجهاز العصبي المركزي، بما في ذلك مرض آلزهايمر، ومتلازمة كورساكوف، والضمور الجهازي المتعدد، ومرض بريون، والتصلب المتعدد، والخرف المرتبط بفيروس نقص المناعة البشرية، والالتهاب الوعائي، ومرض باركنسون، والتصلب الجانبي الضموري ومرض هنتنغتون. في جميع الحالات، ينطوي الدُباق على درجة معينة من تضخم الخلايا الدبقية أو تكاثرها، لكن يختلف مدى الاستجابة الدُباقية وطبيعتها على نطاق واسع بالاستناد إلى الأذية المحرضة. يتطلب تطور الدُباق انحرافًا في النشاط الخلوي ذي القدرة على إحداث تأثيرات واسعة النطاق على العصبونات بالإضافة إلى غيرها من الخلايا غير العصبية، ما يسبب خسارة الوظائف الطبيعية أو اكتساب وظائف ضارة. من هذا المنظور، لا يقتصر دور الدُباق على اعتباره خاصية موجودة في العديد من الإمراضيات العصبية، بل قد يمثل كذلك عاملًا مساهًما، أو حتى مسببًا، في العديد من آليات أمراض الجهاز العصبي المركزي. فيما يلي مجموعة مختارة من حالات الجهاز العصبي المركزي المرتبطة بالدُباق.

## الإصابة الرضية في الجهاز العصبي المركزي
تؤدي الإصابة الرضية الحادة للدماغ أو النخاع الشوكي إلى تطور الدُباق، وغالبًا ما يحدث في شكله الشديد مع تطور الندبة الدبقية. قد تظهر المناطق المختلفة المحيطة بموقع الآفة درجات متفاوتة الشدة من الدُباق؛ على سبيل المثال، قد تبدو الندبة الدبقية في موقع النسيج التالف محاطة بمناطق ذات درجة منخفضة من تضخم الخلايا النجمية أو تكاثرها. قد تؤدي الإصابة الرضية المنشرة إلى تطور الدُباق المنتشر أو الأكثر اعتدالًا دون تشكل الندبات. في مثل هذه الحالات، قد يكون الدُباق قابلًا للعكس. بالنسبة إلى مختلف حالات الدُباق الناجمة عن الإصابة الرضية للجهاز العصبي المركزي، تعتمد النتائج السريرية طويلة الأمد بشكل كبير على درجة الدُباق النجمي وتشكل الندبات الدبقية.